# 천평 (동위)
천평(天平, 534년 10월 ~ 538년 1월)은 중국 동위(東魏) 효정제(孝靜帝) 중산왕(中山王) 원선견(元善見)의 첫번째 연호이다. 3년 3개월 동안 사용하였다.
534년 7월, 효무제(孝武帝)가 낙양(洛陽)을 탈출하여 장안(長安)의 우문태(宇文泰)에게 가자 낙양의 고환(高歡)은 10월에 효정제를 옹립하고 개원하였다. 이로써 동위(東魏)가 성립되었다.

## 개원
- 북위(北魏) 영희(永熙) 3년 10월 17일[1](534년 11월 8일)에 동위를 건국한 후, 연호를 천평(天平)으로 개원함.[2][3][4][5]

- 천평(天平) 5년 1월 7일[6](538년 2월 21일)에 연호를 원상(元象)으로 개원함.[2][3][7][5]

## 연대 대조표
| 천평        | 원년                | 2년             | 3년        | 4년        | 5년        |
| 서기        | 534년               | 535년           | 536년      | 537년      | 538년      |
| 간지        | 갑인(甲寅)          | 을묘(乙卯)      | 병진(丙辰) | 정사(丁巳) | 무오(戊午) |
| 북위 (北魏) | 영희(永熙) 3년      | -               | -          | -          | -          |
| 서위 (西魏) | -                   | 대통(大統) 원년 | 2년        | 3년        | 4년        |
| 양 (梁)     | 중대통 (中大通) 6년 | 대동(大同) 원년 | 2년        | 3년        | 4년        |

## 동시대 연호

### 한국
신라(新羅)
- 건원(建元) (536년 ~ 551년)

### 중국
양(梁)
- 대동(大同) (535년 ~ 546년)

서위(西魏)
- 대통(天平) (535년 ~ 551년)

고창국(高昌國)
- 장화(章和) (531년 ~ 548년)

기타 정권
- 유여승(劉蠡升) 신가(神嘉) (525년 ~ 535년)
- 선우침(鮮于琛) 상원(上願) (535년)
- 왕초촉(王迢觸)/조이룡(曹貳龍) 평도(平都) (536년)

## 같이 보기
- 다른 왕조의 같은 연호
  - 일본(日本) 덴표(天平, 729년 ~ 749년)

- 중국의 연호 목록